# Knud Pedersen Gyldenstierne
Knud Pedersen Gyldenstierne, född omkring 1480, död 20 juni 1552, var en dansk ämbetsman. Han var gift med Sidsel Ulfstand och far till Axel Knudsen Gyldenstierne.
Knud Gyldenstierne blev 1517 länsman på Aalholm, och fängslades samma år på Köpenhamns slott med anledning av Dyveke Sigbritsdatters död, men blev snart åter frigiven. 1529 utnämndes han till riksråd. Gyldenstierne förde 1532 Kristian II till Sønderborg, blev 1534 tillfångatagen av greve Kristofer av Oldenburg men försonade sig snart med denne, svek honom dock snart och deltog i den skånska adelns fälttåg med de trupper, som Gustav Vasa sänt Kristian III till hjälp. Han fick ånyo säte och stämma i riksrådet och blev dessutom hovmarsk. Som länsman på Kalundborgs slott fick han 1549 ansvaret för uppsikten över den fångne Kristian II.